# لاروو
لاروو (به لاتین: Larow) یک منطقهٔ مسکونی در افغانستان است که در ولایت بامیان واقع شده‌است.